# Mistrzostwa Europy w Pływaniu 2012 – sztafeta 4 × 200 m stylem dowolnym mężczyzn
Wyścig sztafetowy 4x200 metrów stylem dowolnym mężczyzn podczas Mistrzostw Europy w Pływaniu 2012 rozegrany został 26 maja. Wzięło w nim udział 12 zespołów pływackich.

## Terminarz
| Data    | Godzina |            |
| ------- | ------- | ---------- |
| 26 maja | 10:24   | Eliminacje |
| 26 maja | 18:48   | Finał      |

## Wyniki

### Eliminacje
Wyścigi eliminacyjne odbyły się 26 maja o godzinie 10:24. Do finału kwalifikowano zespoły z ośmioma najlepszymi wynikami.
| Poz. | Wyścig | Tor | Zawodnicy                                                                    | Narodowość | Wynik   | Uwagi |
| ---- | ------ | --- | ---------------------------------------------------------------------------- | ---------- | ------- | ----- |
| 1    | 2      | 7   | Alex Di Giorgio Marco Belotti Gianluca Maglia Samuel Pizzetti                | Włochy     | 7:15.67 | Q     |
| 2    | 1      | 5   | Tim Wallburger Dimitri Colupaev Clemens Rapp Paul Biedermann                 | Niemcy     | 7:15.77 | Q     |
| 3    | 1      | 2   | Dominik Kozma Gergő Kis Péter Bernek László Cseh                             | Węgry      | 7:18.84 | Q     |
| 4    | 2      | 6   | Yoris Grandjean Glenn Surgeloose Louis Croenen Pieter Timmers                | Belgia     | 7:19.48 | Q     |
| 5    | 1      | 4   | Stefan Šorak Dorde Marković Velimir Stjepanović Radovan Siljevski            | Serbia     | 7:19.91 | Q. NR |
| 6    | 2      | 4   | Pawieł Miedwieckij Aleksandr Sielin Jewgienij Kulikow Wiaczesław Andrusienko | Rosja      | 7:22.44 | Q     |
| 7    | 2      | 2   | David Karasek Dominik Meichtry Alexandre Liess Jean-Baptiste Febo            | Szwajcaria | 7:22.48 | Q     |
| 8    | 1      | 3   | David Brandl Christian Scherübl Markus Rogan Dinko Jukić                     | Austria    | 7:23.75 | Q     |
| 9    | 2      | 3   | Tiago Venâncio Diogo Carvalho Luis Emanuel Vaz Mario Alexandre Pereira       | Portugalia | 7:24.22 |       |
| 10   | 1      | 6   | Michał Poprawa Radosław Bor Filip Bujoczek Paweł Werner                      | Polska     | 7:24.93 |       |
| 11   | 1      | 7   | Tomas Havránek Martin Verner Květoslav Svoboda Jan Sefl                      | Czechy     | 7:27.47 |       |
| 12   | 2      | 5   | Gard Kvale Marco Aldabe-Bomstad Ole Martin Ree Sindri Thor Jakobsson         | Norwegia   | 7:33.64 |       |

### Finał
Finał odbył się 26 maja o godzinie 18:48.
| Poz. | Tor | Zawodnik                                                                     | Narodowość | Wynik   | Uwagi |
| ---- | --- | ---------------------------------------------------------------------------- | ---------- | ------- | ----- |
| 1    | 5   | Paul Biedermann Dimitri Colupaev Clemens Rapp Tim Wallburger                 | Niemcy     | 7:09.17 |       |
| 2    | 4   | Gianluca Maglia Riccardo Maestri Samuel Pizzetti Filippo Magnini             | Włochy     | 7:13.10 |       |
| 3    | 3   | Dominik Kozma Gergő Kis Péter Bernek László Cseh                             | Węgry      | 7:13.60 |       |
| 4    | 6   | Dieter Dekoninck Glenn Surgeloose Louis Croenen Pieter Timmers               | Belgia     | 7:15.58 | NR    |
| 5    | 7   | David Brandl Markus Rogan Christian Scherübl Dinko Jukić                     | Austria    | 7:19.32 |       |
| 6    | 7   | Wiaczesław Andrusienko Pawieł Miedwieckij Aleksandr Sielin Jewgienij Kulikow | Rosja      | 7:19.45 |       |
| 7    | 2   | Dorde Markowić Stefan Šorak Velimir Stjepanović Radovan Siljevski            | Serbia     | 7:20.20 |       |
| 8    | 8   | David Karasek Dominik Meichtry Alexandre Liess Jean-Baptiste Febo            | Szwajcaria | 7:22.30 | NR    |